# كريستيان بيورنسن
كريستيان بيورنسن (بالنرويجية: Kristian Bjørnsen) مواليد 10 يناير 1989 في ستافانغر، هو لاعب كرة يد نرويجي يلعب كجناح أيمن. يلعب حاليا مع آي إف كي كريستيانستاد ويحمل الرقم 7. مثل منتخب النرويج لكرة اليد.

## سجل المنافسة
شارك في البطولات التالية:
- بطولة أوروبا لكرة اليد للرجال 2014
- بطولة أوروبا لكرة اليد للرجال 2016

## معرض صور

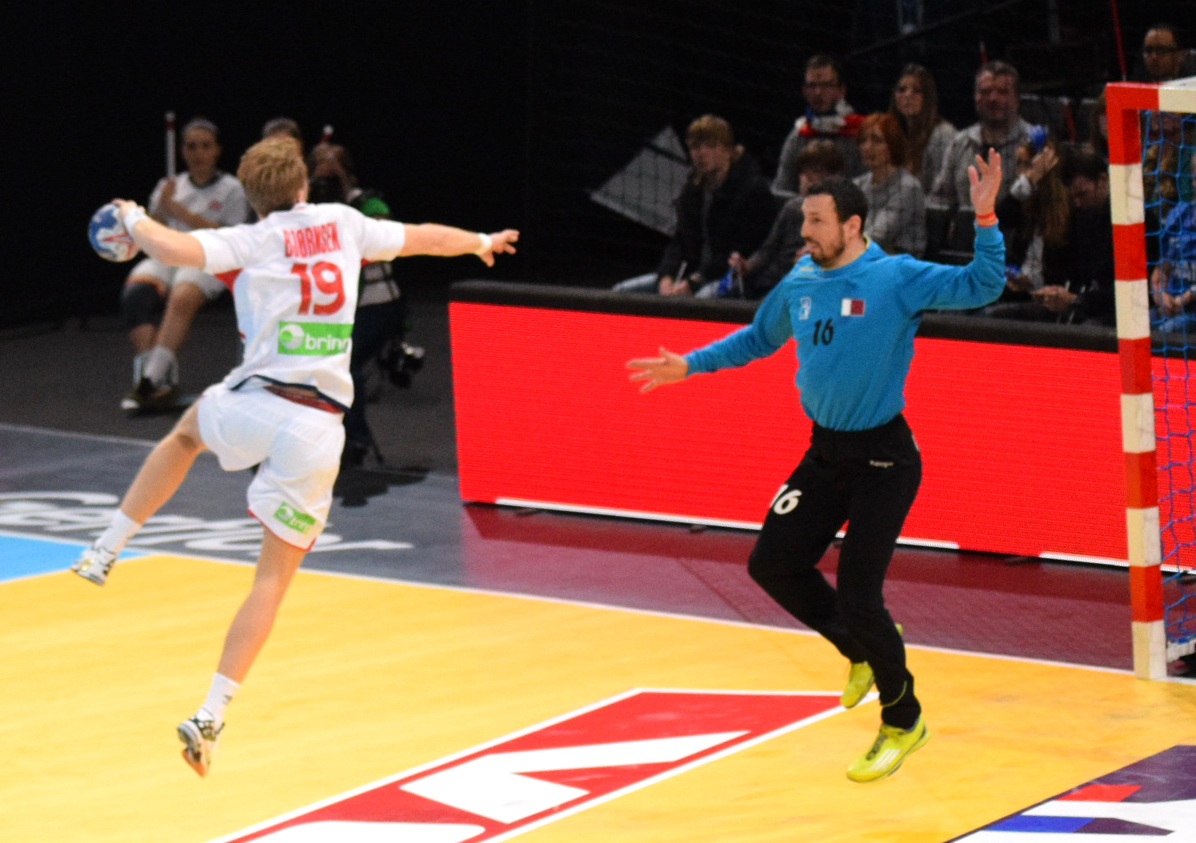
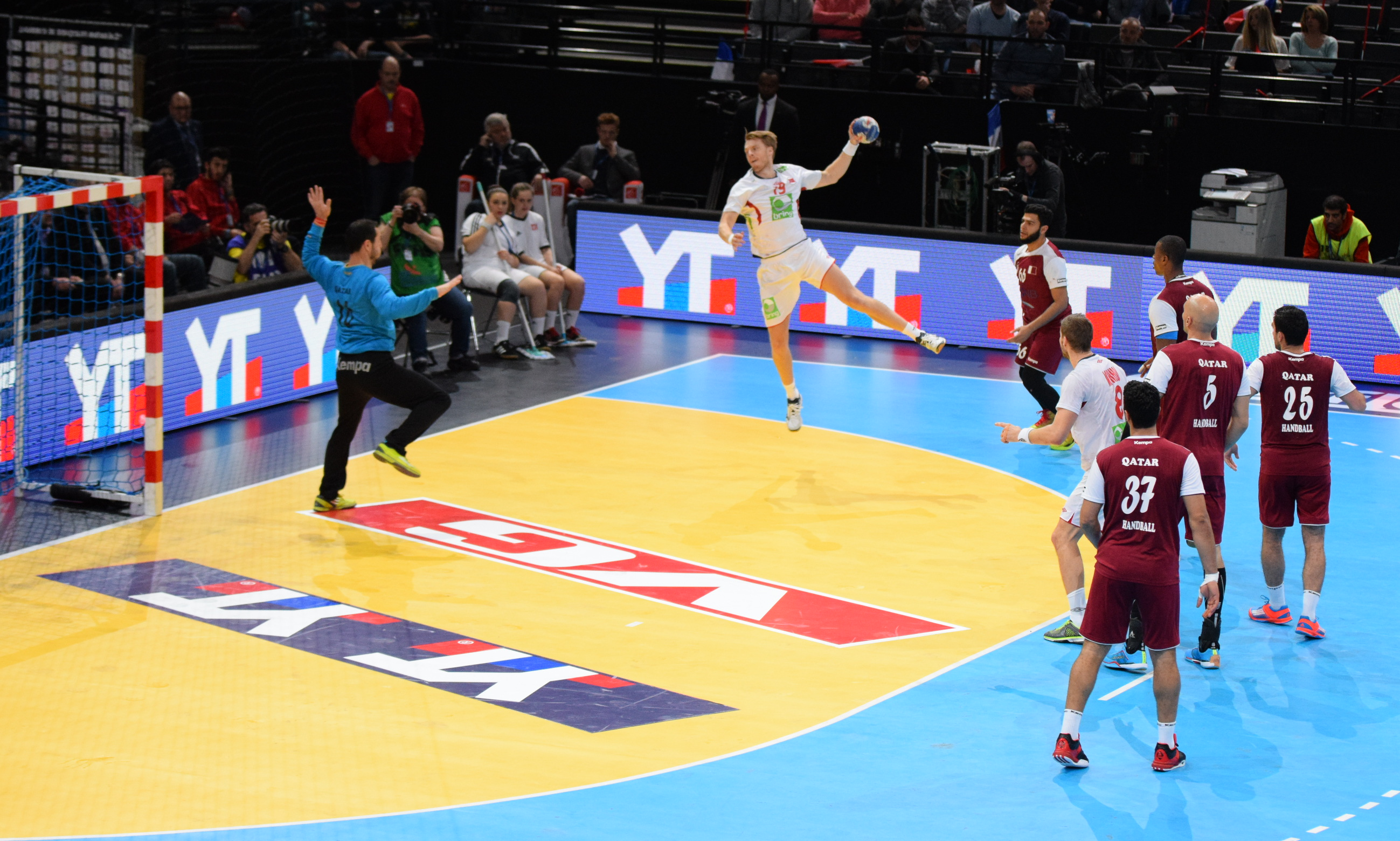
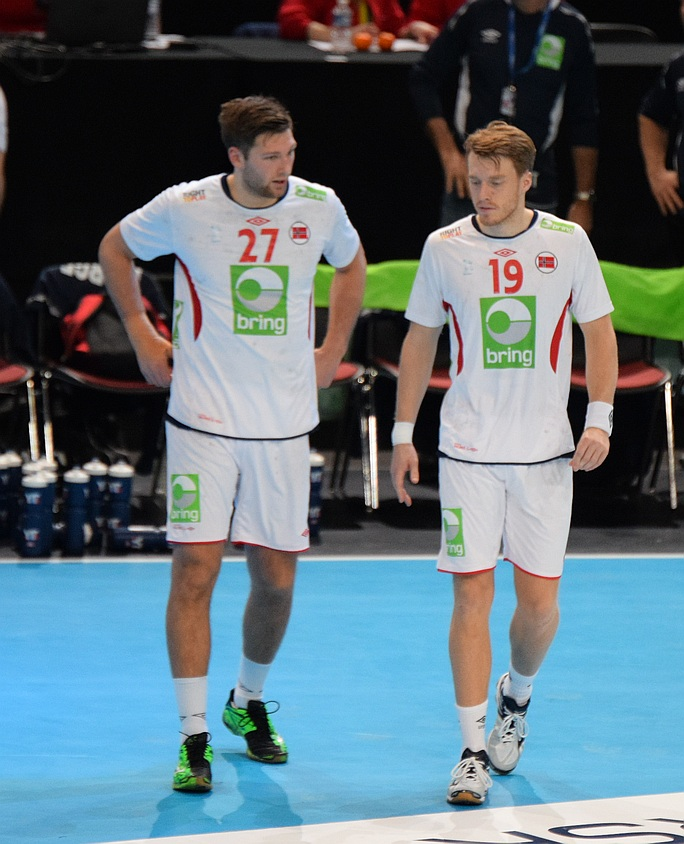

## روابط خارجية
- كريستيان بيورنسن على موقع الاتحاد الدولي لكرة اليد (الإنجليزية)
- كريستيان بيورنسن على موقع الاتحاد الأوروبي لكرة اليد (الإنجليزية)
- كريستيان بيورنسن على موقع الاتحاد النرويجي لكرة اليد (النرويجية)
- كريستيان بيورنسن على موقع اللجنة الأولمبية الدولية (الإنجليزية)
- كريستيان بيورنسن على موقع أوليمبيديا (الإنجليزية)